# Schneider (Indiana)
Schneider es un pueblo ubicado en el condado de Lake en el estado estadounidense de Indiana. En el Censo de 2010 tenía una población de 277 habitantes y una densidad poblacional de 124,22 personas por km².

## Geografía
Schneider se encuentra ubicado en las coordenadas 41°11′34″N 87°26′46″O / 41.19278, -87.44611. Según la Oficina del Censo de los Estados Unidos, Schneider tiene una superficie total de 2.23 km², de la cual 2.23 km² corresponden a tierra firme y (0%) 0 km² es agua.

## Demografía
Según el censo de 2010, había 277 personas residiendo en Schneider. La densidad de población era de 124,22 hab./km². De los 277 habitantes, Schneider estaba compuesto por el 97.11% blancos, el 0% eran afroamericanos, el 1.08% eran amerindios, el 1.08% eran asiáticos, el 0% eran isleños del Pacífico, el 0% eran de otras razas y el 0.72% pertenecían a dos o más razas. Del total de la población el 2.53% eran hispanos o latinos de cualquier raza.